# أقلية جنسية

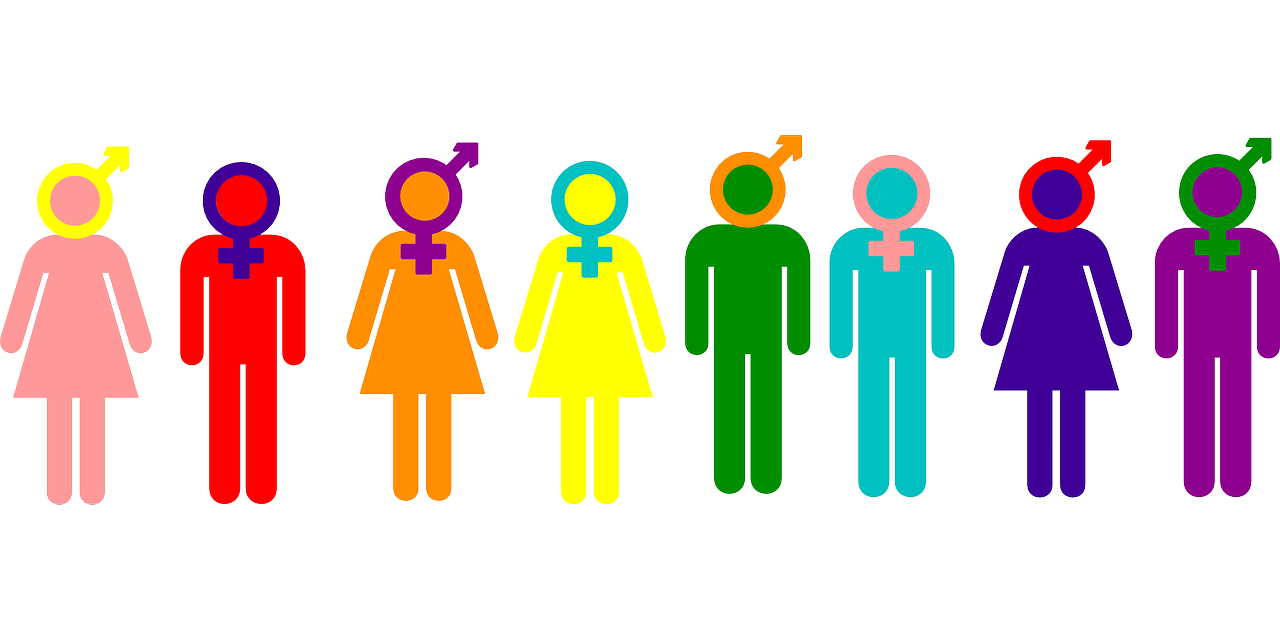

الأقلية الجنسية هو مصطلح يرمز إلى الأشخاص الذين تختلف هويتهم الجنسية أو توجههم أو ممارساتهم عن غالبية المجتمع المحيط بهم. كما يُمكن للمصطلح أن يُشير إلى المتحولين جنسيًّا، والمختلفين نوعيًّا (وتلك الفئة تتضمن الجنس الثالث )، أو ثنائيي الجنس. يستخدم هذا المصطلح في الغالب للإشارة إلى المثليات والمثليين ومزدوجي التوجه الجنسي والمتحولين جنسيًّا بشكلٍ عام (اختصارًا: LGBT)، وللذكور المثليين بشكلٍ خاص. بينما تم ابتداع مصطلحات شاملة في الآونة الأخيرة مثل: «الأقليات الجنسية والنوعية – GSM» ، «الأقليات الجنسية والنوعية والرومانسية – GSRM»، والتنوع الجنسي والنوعي – GSD».

## البدايات
ظهر مصطلح الأقلية الجنسية خلال أوأخر ستينيات القرن التاسع عشر تقريبًا، وذلك بسبب تأثير الكتاب المُزلزِل «الأقلية الشهوانية: وجهة نظر سويدية» للكاتب لارس أورليستام، والذي طرح فيه وجهة نظر تعاطفية جدًا مع التنوعات الجنسية غير الشائعة، مثل البيدوفيليا و«المجرمون الجنسيون». تم استخدام المصطلح كدِلالة شبيهة لدِلالة مصطلح «الأقلية الإثنية».
دعم بعض العلماء مثل «ريتش سافن ويليامز»، استخدام المصطلح من أجل الوصف الدقيق للشباب اليافعين الذين لا يندرجون أسفل التصنيفات الفكرية والهويات الجنسية المعروفة (مثل المثلي والمثلية وازدواجي التوجه إلخ). لكن مازال لديهم انجذاب تجاه الأشخاص المماثلين لهم في التركيبة الجنسية التشريحية.

## المشاكل الصحية والاجتماعية المصاحبة

### الضغط العصبي
القضايا والمشاكل الاجتماعية قد تنتج عنها مشاكل صحية ونفسية، خصوصًا في مرحلة الشباب. فتم اكتشاف أن الأقليات الجنسية تعاني من زيادة في التوتر العصبي الناتج عن الشعور الداخلي بالعار. فذلك الضغط المصاحب للشعور بالعار يخلق حالة من التصاعد الحاد في محاولات التأقلم، والتفاعل الاجتماعي، والعمليات الإدراكية المختلفة، التي في النهاية ستقود إلى خطر الإصابة بالاضطرابات النفسية.

### السلوكيات الخَطِرة المصاحبة
نشرت مراكز احتواء الأمراض ومنعها عام 2015 دراسة لجماعات من الطلبة بدايةً من الصف التاسع، وحتى الثاني عشر بالولايات المتحدة الأمريكية. وضحت تلك الدراسة أن مائة سلوك معين جعلوا طلبة الـ LGB في خطر الإصابة بالتبِعات الصحية الخطيرة. طلاب الأقلية الجنسية يقعون في مصيدة العديد من السلوكيات الخطيرة مقارنة بطلاب الأكثرية الجنسية. والجدير بالذكر أن بعض الطلبة «...لم يقوموا بأي اتصال جنسي، فبالتالي تم استثنائهم من التحليل الخاص بالسلوكيات الجنسية. وهذا يتضمن أيضًا الطالبات اللاتي أقمن اتصالات جنسية بالإناث فقط، وتم استثنائهم من تحاليل استخدام الأوقية الجنسية ووسائل تنظيم النسل...». أما بالنسبة للطلبة الذكور الذين قاموا باتصالات جنسية مع الذكور فقط، فتم استثنائهم من تحاليل وسائل تنظيم النسل فقط. (4) أيضًا توجد دراسة صغيرة أشارت إلى أن الطلبة المراهقين من الـ LGBT الذين تم وصمهم على أنهم ضحايا بشكل متواتر، كانت لديهم معدلات مرتفعة من الأمراض النفسية، وتركوا منازلهم بشكل متكرر. بجانب أنهم تعاطوا المواد المخدرة باستمرار، واحتمالية حصولهم على العديد من شركاء الجنس كانت مرتفعة عن المراهقين الأخرين من غيريي الجنس.

### التطور والتصاعد
وبناء على بعض الدراسات التي أُجريت على المراهقين، اتضح أن المراهقين من الأقليات الجنسية، لديهم نفس الاحتياجات والاهتمامات التطورية كما المراهقين من ذوي التباين الجنسي. وبالرغم من ذلك، اقترح البحث أن الشباب من الأقليات الجنسية (خصوصًا شباب الـ GLBT) يكونون عرضة بشكل أكبر للمشاكل النفسية والصحية مقارنة بالطلبة غيريي الجنس.

### الأمراض وعلم الأوبئة
تميل الأقليات الجنسية إلى اللجوء إلى الطب البديل كوسائل بديلة لمُعالجة مشاكلهم واحتياجاتهم الصحية مقارنة بغيريي الجنس. كما أن الأقليّة الجنسية من النساء لديهن احتمالية أعلى للإصابة بالربو، والبدانة، والتهاب المفاصل، والأمراض القلبية الوعائية مقارنةً مع المجموعات الأخرى.
تم تسجيل حدوث النقاط التالية للمراهقين من الأقلية الجنسية بشكلٍ أكبر عن المراهقين غيريي الجنس:
- الشعور بعدم الأمان أثناء الذهاب من وإلى أو داخل المدرسة.
- عدم الذهاب للمدرسة من الأساس لعدم الشعور بالأمان.
- تم إجبارهم على فعل أشياء جنسية لا يريدونها من قبل الذين كانوا يواعدونهم أو يخرجون معهم مرة أو أكثر خلال الـ 12 شهرًا، مثل (اللمس، التقبيل، والإجبار الجسدي على إقامة علاقة فسيولوجية تتمحور حول المعاشرة الجنسية المباشرة).
- أقاموا علاقة معاشرة جنسية من قبل.
- مارسوا الجنس قبل سن الـ 13 عامًا.
- مارسوا الجنس مع أربعة أشخاص أخرين على الأقل.
- لا يستخدمون وسائل التحكم بالنسل.
- تم تعرضهم لحالات من العنف الجنسي.[4]

وعند مقارنتهم بالتعداد السكاني العام، الأقليات الجنسية لديهم نسبة مرتفعة من الإيذاء الذاتي. أما التعامل مع الأقليات الجنسية المتقدمة في العمر يكون متأثرًا بشكل كبير بالتفرقة العمرية. ومن الناحية الأخرى دعم الأقليات الجنسية المتقدمة في العمر يبدو شائعًا.

### التمييز والتفرقة
عندما يتم التبليغ عن محاولات التمييز بحق المثليين أو المثليات أو مزدوجي التوجه الجنسي، فالنتيجة تكون أن نسبة 42% منهم تعرضوا للتمييز ضدهم بناءً على توجههم الجنسي ليس إلّا. إن هذا التمييز مُقترنٌ بشدة بالتأثيرات السلبية على جودة معيشتهم للحياة، ومؤشرات صحتهم النفسية أيضًا.

## في الإعلام
عمومًا يتم تصوير وتمثيل الأقليات الجنسية في وسائل الإعلام على أنهم مُهمشون، ومُقلل من شأنهم، ومُدانون أيضًا. يجري صبغهم بمصطلح "الإبادة الرمزية" لأنهم يفتقرون للصفات المناسبة التي تجعلهم يندمجون مع أسلوب الحياة الأبيض، النوع الفانيلي، وغيري الجنس. مؤخرًا تم اقتراح رأي بأن وسائل الإعلام المباشرة تطورت إلى فضاء واسع يمكّن الأقليات الجنسية من استخدام ما يُعرف بـ “المدفعية الاجتماعية". هذا المصطلح يتمحور حول استخدام شبكات التواصل الاجتماعي للحد من حالات التمييز ضد المثليين جنسيًّا. ومن الناحية الأخرى، يبقى هناك بعض الأفراد الذي شقّوا طريقهم في وسائل الإعلام عبر التلفاز ومجال الموسيقى. فبعض البرامج المُتلفزة مثل برنامج ألين دي جينيريس ومسلسل العائلة الحديثة على تلفاز شبكة هيئة الإذاعة الأمريكية (ABC)، نجومهم متصالحون تمامًا مع حياتهم، ومشاركون لحياتهم غير المغايرة جنسيًّا. وفي مجال الموسيقى، بعض النجوم مثل سام سميث وسيا صنعوا أغنيات تُعبِّر عن مشاعرهم وتوجهاتهم الجنسية عبر مجموعة من المتابعين. وبالرغم من حصول الأقليات الجنسية على مكان في وسائل الإعلام، إلا أنه في الغالب تتم السخرية منهم وتكون عروضهم محدودة. أما في البرامج التلفزيونية، عندما يظهر شخص على أنه مثلي الجنس، فيكون في الغالب شخص ضحل تمامًا وتم وضعه بالبرنامج للترويح عن المشاهدين أو ليتم استخدامه على أنه منعطف أخر بالقصة. ومقارنة بالمعيارية المُغايرة التعسفية، نجد أن الأقلية الجنسية ما هي إلا عنصر جانبي مُهمّش في المنظومة الكاملة. لكن من الناحية الأخرى، نجد أن المزج بين وجود ممثلين، موسيقيين، وشخصيات بارزة من الأقليات الجنسية، هذا جعل نفي المعيارية المُغايرة مُتقَبلًا في المجتمع بالتدريج.

## القضايا والمشاكل الثقافية
إن التوجه البحثي في الحاضر والماضي «تمحور بشكل تعسفي حول الرجال المثليين، وركّز بشكل غير مناسب حول مرض الإيدز، والأمراض الأخرى المُنتقلة جنسيًّا». فبين عاميّ 1989 و2011، تم دعم وتمويل منح بحثية كثيرة من قبل هيئة معاهد الصحة العالمية بالولايات المتحدة، لكن التمويل الخاص بالدراسات المتمركزة حول الأقلية الجنسية والصحة لم تمثل سوى نسبة 0.1% فقط من إجمالي المبلغ المخصص لدراسات الأقليات الجنسية والصحة – خصوصًا تلك المتعلقة بالمرأة. فتم توجيه دفة أغلب الأبحاث تجاه المثليين ومزدوجي التوجه الجنسي من الذكور. بينما الأقلية الجنسية النسائية فمثلت الدراسات المخصصة لهن فقط بحوالي 13.5%.
تواجه الأقليات الجنسية في جنوب أفريقيا مشاكل وحالات عدة مساواة مرتبطة بتوجهاتهم الجنسية عندما تتم مقارنتهم بالدول الأخرى. فالجدير بالذكر أن أقسى حالات العنف الجنسي يتم توجيهها إلى نساء الأقلية الجنسية تكون في جنوب أفريقيا. النساء ذوات البشرة المُلوّنة، خصوصًا اللواتي يعيشن في مناطق حضارية ذات دخل مادي محدود، يصبحن موضع اشتباهٍ مباشر. ويفسر جُناة العنف الجنسي أفعالهم بأنهم بذلك يقوّمون سلوكيات وأفعال النساء، كي يطهرونهن من مثليتهن الجنسية على حدِ اعتقادهم.

## الخلاف على المصطلح
بعض الأشخاص يفضلون استعمال مصطلح LGBT (وهو اختصار لأوائلِ أحرف الكلمات الإنجليزية: مثليات ومثليين ومزدوجي التوجه الجنسي والمتحولين جنسيًا) عوضًا عن مصطلح الأقليات الجنسية ويعترضون عليه. وأسباب هذا الاعتراض تختلف من شخص لأخر. فعلى سبيل المثال، بعض الـ LGBT يشعرون بأن مصطلح الأقلية الجنسية يذكرهم بالتفرقة والتمييز الذين يتعرضون له، أو حقيقة كونهم أقلية. لا يريدون أن يكونوا قلّة مُتنحية ومُهمّشة، بل يرغبون بأن يصبحوا مُكملين للمجتمع، ويصيرون محترمين كجزءٍ لا يتجزأ منه. ويبغض آخرون المصطلح لكونه شاملًا بمعانيه وتأويلاته على نطاقٍ كبير، مُتضمنًا العهارة، ممارسي الجنس مع أكثر من شريك بمعرفة باقي الشركاء، ممارسي الأفعال الجنسية ذات الإيذاء الجسدي، وفئاتٍ أخرى ممن يوصفون بـ«الغريبين جنسيًّا». هؤلاء الأشخاص الـ LGBT يريدون وضع فواصل واضحة ومسافات جليّة بين تلك النشاطات الجنسية المختلفة، وبين ازدواجية التوجه، والمثلية، والتحوّل الجنسي أو النوعي. بعض المتحولين جنسيًّا/نوعيًّا يكرهون مصطلح الأقلية الجنسية لسبب آخر تمامًا. فيرون أن ظاهرة التحوّل الجنسي أو النوعي لا دخل لها بالجنس، أو النشاطات الجنسية، أو التوجه الجنسي. بيد أنها ترتبط بالنوع، والسلوكيات والمشاعر الناتجة عن عدم الرضا بالنوع الاجتماعي الذي عليه المرء. لذلك يرون أنه من الخطأ تصنيفهم على أنهم أقلية جنسية، بل الأصح تصنيفهم كأقلية نوعية مُتنوعة.
توجد بعض المجموعات المُحافظة التي تعترض على استخدام مصطلح الأقلية الجنسية لأسبابٍ أخرى. فهم يشعرون داخلهم أن اللفظ ذو فحوى باطنيّة توحي بدرجة من القانونية أو الحماية للذين يقومون بتلك النشاطات الجنسية، مثلما تتم حماية الأقليات العرقية ضد التمييز في الدول الديموقراطية المعاصرة.
كما يبغض بعض الناس استخدام المصطلح لأنه يحتوي على كلمة «أقلّية»، ففي الحقيقة ليست كل التصنيفات المُدرجة أسفل ذلك المصطلح يجب أن يُطلق عليها أقليات، بل الفرعيّات ستكون كلمة مناسبة أكثر.
هناك أخرون يُشار إليهم بالأقليات الجنسية أيضًا، مثل الفيتيشيين، مُمارسي الأفعال الجنسية ذات العنف الجسدي (BDSM)، والساديين والماسوشيين. والمصطلح أيضًا قد يشتمل على اللاجنسيين والناس الذين يكونون مغايري الجنس بشدة ويمكن وصف أفعالهم الجنسية الرئيسية بالفانيلية، لكن اختيارهم للشريك ليس مبنيًّا على معاييرٍ محددة. مثل العهرة (وهذه النقطة موضع نقاش) ، الممارسون للجنس مع أكثر من شريك بمعرفة باقي الشركاء ، البشر أصحاب العلاقات غير الأحادية، البشر الذين يفضلون شركاء الجنس من المراهقين، والذي يفضلون فرق السن الكبير في العلاقات الجنسية. أو الأشخاص الذين ينخرطون في علاقات مزجية بين الأعراق.
في العادة مصطلح الأقلية الجنسية ما يتم تطبيقه على المجموعات التي تمارس الجنس المبني على رضا الطرفين: فعلى سبيل المثال، ليس من الصحيح أن نُطلق على المغتصبين أقلية جنسية، لكن من الناحية الأخرى قد يتضمن هذا المصطلح الشخص الذي يقوم بدور جنسي مُسيطر وفيتيشي ليمثل دور المغتصب في علاقة مبنية على رضا الطرفين فيما يُعرف بالاغتصاب الفانتازي. أيضًا الشخص الذي يقوم بأفعال جنسية غير اعتيادية وفانتازية مبنية على رضا الطرفين، أو يقوم نشاطات جنسية بين أفراد من نفس الجنس في مجموعة فانيليا كبيرة أو حياة جنسية مغايرة، لا يتم وصفه على أنه ضمن الأقليات الجنسية.